# Retrat d'Enric III, comte de Nassau
El Retrat d'Enric III, comte de Nassau és una pintura a l'oli sobre taula de roure, atribuïda a Jan Gossaert (dit Mabuse), elaborada cap a 1530-1532 i conservada al Museu Nacional d'Art de Catalunya (mnac) com a dipòsit de la Reial Acadèmia Catalana de Belles Arts de Sant Jordi des del 1906.

## Descripció formal
La imatge ens presenta al retratat de mig cos sobre un fons obscur, amb les mans alçades al pla pictòric subjectant amb la dreta uns guants de pell. Vesteix un ric jupó negre damunt el qual hi destaca la brillant insígnia de l'orde del Toisó d’Or, subjectada per una cinta negra de vellut. Altrament, podem distingir a les mànigues una camisa blanca interior que també apreciem al coll amb un brodat ornamental. Sobre les espatlles distingim una capa de pell, seguint la moda cortesana d’aleshores. Les tonalitats fosques de la seva vestimenta així com les del fons contribueixen a ressaltar el rostre, les mans i els complements principals del retratat.
Les marques del pas del temps que presenta el rostre, situen l'edat del personatge a la quarantena d’anys. Aquest exposa una barba terrosa ben retallada i uns cabells rinxolats que sobresurten de la seva gorra negra. La mirada que l’efigiat dirigeix a la seva esquerra evocaria el diàleg visual que originàriament hauria establert amb el retrat pendant de la seva muller.
Els guants, sobretot durant els segles xvi i xvii, s’empraren dins l’aparell iconogràfic de la retratística com un component de distinció social. Responien a peces de roba luxosa amb diferents nivells de realç en funció del tipus de pell i del perfum que emanessin i, conseqüentment, eren usats com a regals entre les diferents corts. Respecte a la cinta que subjecta el toisó d’or (orde de cavalleria a la qual, Enric III, fou ordenat el 1505), ens condueix l’obra a una cronologia posterior a 1516, moment en què l’obligança de dur la insígnia de l’orde amb una cadena es relaxà i es permeté l’ús de cintes de vellut com la que ens ocupa.

## Història interpretativa de l'obra

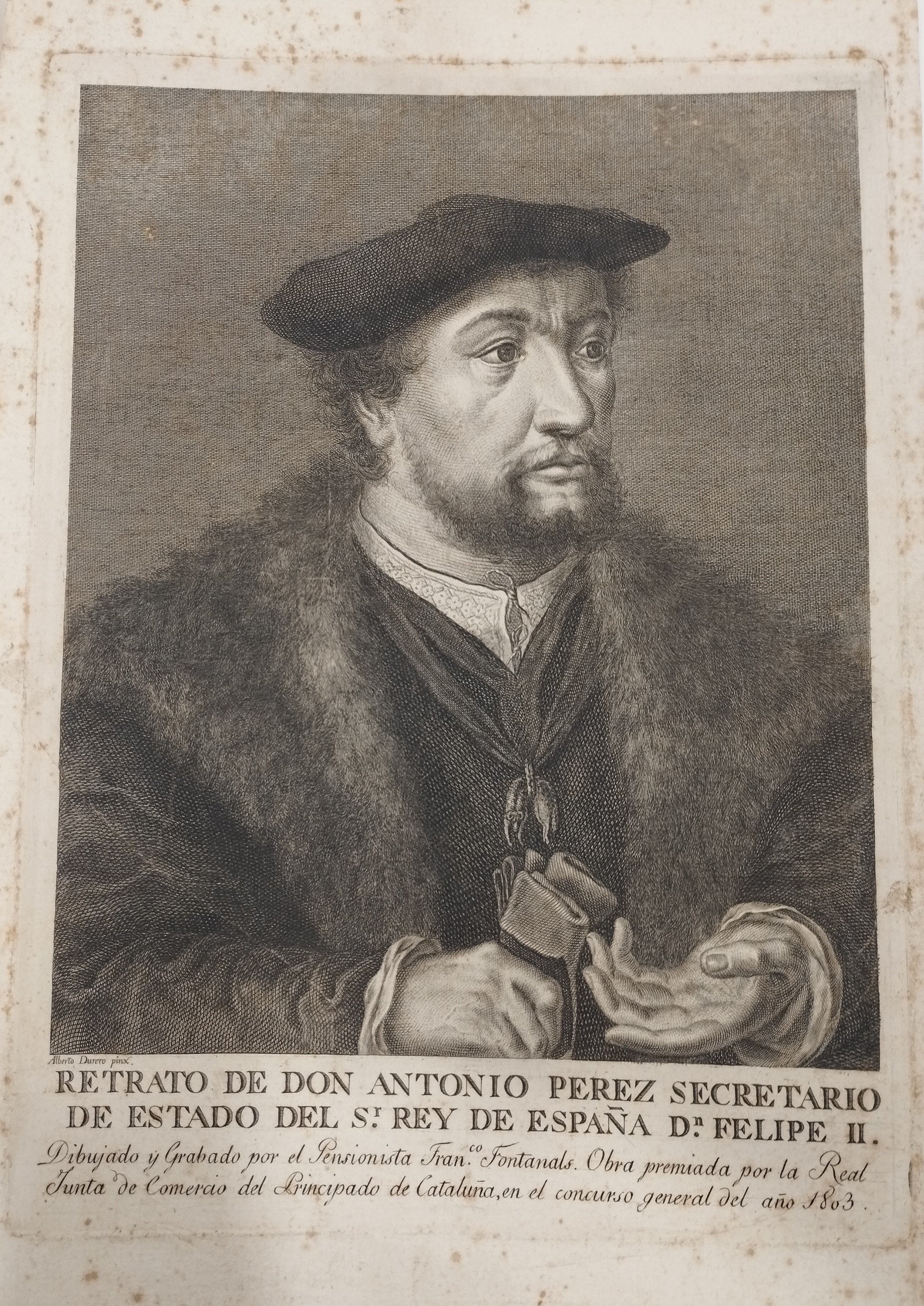
Francesc Fontanals, Retrat d'Antonio Pérez, 1803. Talla dolça. 258 x 192 mm.

La primera referència que trobem de la pintura que ens competeix rau en un gravat de traducció efectuat per Francesc Fontanals i Rovirosa (1777-1827) del retrat d’Enric III preservat actualment al mnac. En el concurs que el 1803 organitzà l'Escola de Nobles Arts, aquesta estampa presentada per Fontanals guanyà “con todos los votos” l’especialitat de gravat. Es tractava, segons indica la inscripció al peu de l’estampa, d’un retrat d’Antonio Pérez del Hierro, Secretari d’Estat del rei Felip II, pintat pel nuremburguès Albrecht Dürer (1471-1528). Aleshores, aquella pintura formava part de l’antiga pinacoteca de l’Escola de Nobles Arts ―encara que se’n desconeix la procedència així com la data d’ingrés―, i tant la identificació del retratat com l’autoria de la peça responien a inferències errònies. L’equívoca identificació de l’efigiat s’abandonà en publicacions posteriors tal com revela el catàleg de la galeria de Belles Arts de la Junta de Comerç del 1833, el qual sí que manté, no obstant, l’autoria de Dürer. El catàleg del 1847 desestimà la mà de Dürer i la generalitzà al terme “escola alemanya”, perdurant, altrament, el caràcter anònim del retratat. Aquesta catalogació es mantindrà quasi un segle, fins que el 1936, August L. Mayer posà en dubte l’autoria de l’obra que, aleshores, es vinculava a l’ambient alemany de les acaballes del segle xv, advertint una autoria flamenca amb filiacions a l’entorn de l’estil de Bernard van Orley (c.1490-1541) i una datació posterior al segon decenni del segle xvi. En el catàleg del Museu d’Art de Catalunya d’aquell any ja l’anotaren en aquesta línia, mantenint l’anonimat de l’efigiat, adscrivint-ho a una mà de l’escola flamenca de la primera meitat del Cinc-cents.
Joaquín de la Puente fou el primer que vinculà el nostre retratat amb Enric III, comte de Nassau (1483-1538) ―mantenint l’atribució a l’escola de van Orley― a partir de la comparació amb retrats del mateix subjecte que duien una inscripció que l’identificaven com a tal. Concretament establia la comparativa amb una miniatura pintada al tremp per Simon Bening del matrimoni del comte de Nassau (Museus Estatals de Berlín) i amb una taula pertanyent a la Societat d’Antiquaris de Londres on consta sobre el marc: "monsovr ·de·nassov". Francesc Fontbona i Victoria Durá en la catalogació de les obres del Museu de la Reial Acadèmia Catalana de Belles Arts de Sant Jordi, seguint les intuïcions de Mayer, vincularen l’autoria al “cercle de Bernard van Orley” i identificaren l’efigiat amb Enric III, seguint les publicacions suara esmentades. Finalment, encetat el segle xxi, des del mnac es va fer extensiva la hipòtesi d’atribució a Mabuse ―mantinguda en l’actualitat―, manejada en la geografia neerlandesa, atenent a les analogies formals que presentava amb altres obres del pintor.

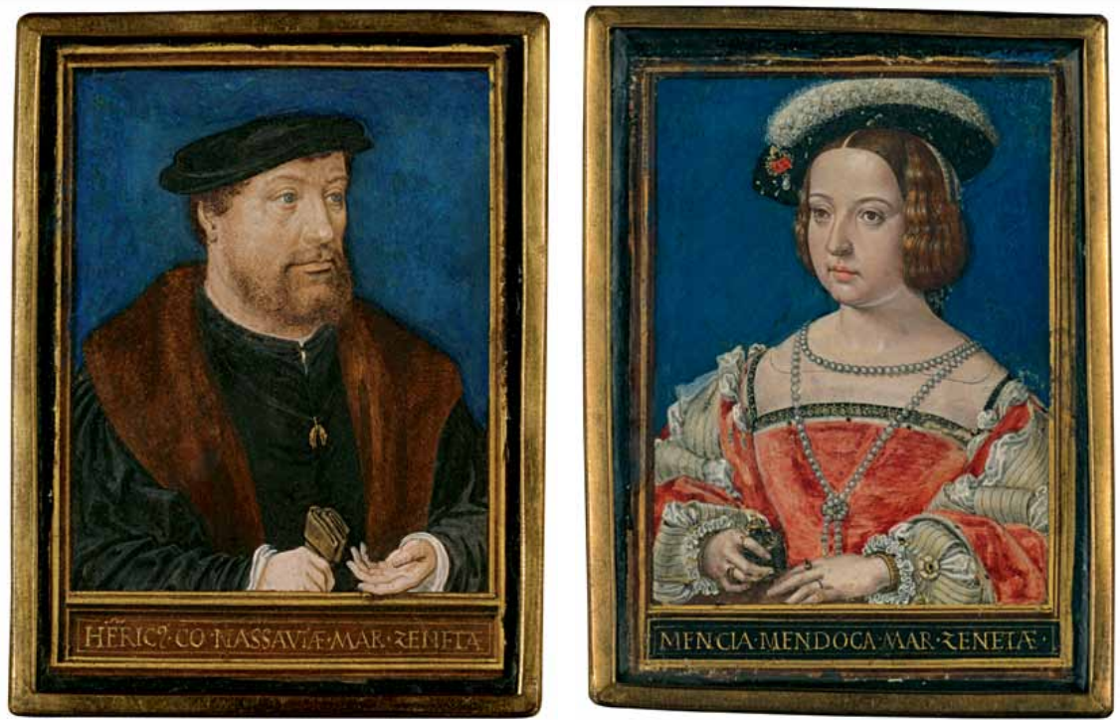
Simon Bening, Retrats d'Enric III, comte de Nassau i Mencía de Mendoza, 1531. Pintura al tremp sobre pergamí muntat sobre fusta. 8,4 x 5,5 cm. i 8,4 x 6 cm. Gemäldegalerie, Staatliche Museen zu Berlin.

Els especialistes han especulat amb la possibilitat que, en origen, Mabuse hauria realitzat una parella de retrats a l’oli d’Enric III i la seva tercera muller Mencía de Mendoza (1508-1554), els quals contragueren matrimoni el 1524 ―essent Mencía una adolescent de setze anys i Enric un quadragenari―. Després de viure sis anys a Espanya, el 1530 es desplaçaren a Flandes. L’arribada del matrimoni al castell de Breda en aquesta cronologia s’ha emprat com a referència temporal per datar aquesta suposada parella de retrats, dels quals se’n pintaren múltiples repeticions, entre elles la custodiada al MNAC, de la mà del propi Mabuse. La documentació recollida entorn la figura de Mabuse ha permès detectar una relació entre l’artista i Mencía de Mendoza, la qual pagà al flamenc 120 florins durant l’any 1532. Així doncs, el març d’aquest any s’efectuà un primer pagament de 20 florins sense especificar el motiu. Entre el maig i l’octubre del 1532 (el darrer pagament es salda a Margriete Smoelders, muller del difunt Gossaert) el pintor rebé 100 florins en concepte d’una pensió anual repartida en tres pagaments. Tot i ser palesa la correspondència entre el matrimoni i Gossaert, a nivell documental no podem especificar en quines empreses artístiques desembocà tal relació.

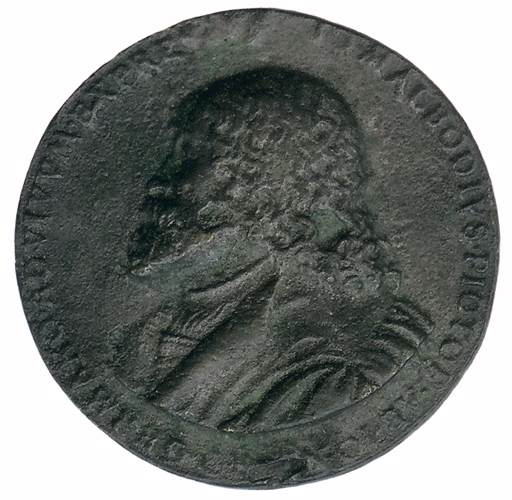
Hans Schwarz, Retrat de Jan Gossaert, c. 1520. Medalla fosa en bronze. Gabinetto Numismatico, Castello Sforzesco, Milà.

Mabuse fou un dels pintors flamencs més reputats durant la primera meitat del segle xvi. Gerard Geldenhauer (1482-1542), poeta i humanista de la cort de Felip de Borgonya, l’anomenà el 1516 “Joannis Malbodii, pictoris clarissimi: ac nostri saeculi Apellis” ("Jan Mabuse, pintor famosíssim: l'Apel·les del nostre segle"). Aquest topos, propi de l’encomiàstica dels mestres pintors, serà reprès per Dominicus Lampsonius (c.1536-1599) al poema que li dedicà en la sèrie d’efígies d'insignes pintors germànics editada per Hieronymus Cock el 1572. Els autors italians també li reservaren lloances, com la que escriví Lodovico Guicciardini (1521-1589) afirmant que Mabuse fou “il primo che porto d’Italia in questi paesi, l’arte del dipingere Historie, & poesie con figure node.” Tal idea fou recollida també per Giorgio Vasari i per Karel van Mander quan comentaren la figura de Jan Gossaert en les seves respectives Vides. Per apuntar de nou un testimoni revelador de la fama que el nostre pintor gaudí en vida, és pertinent portar a col·lació una medalla encunyada devers el 1520, conservada al Gabinet Numismàtic del Castello Sforzesco de Milà, atribuïda a Hans Schwarz, que presenta el perfil de Gossaert perfectament identificat amb la inscripció. Aquesta tipologia de retrat escultòric s’emprava a manera de targeta de presentació que, per les seves qualitats matèriques, indicava un elevat nivell i exclusivitat de l’efigiat.

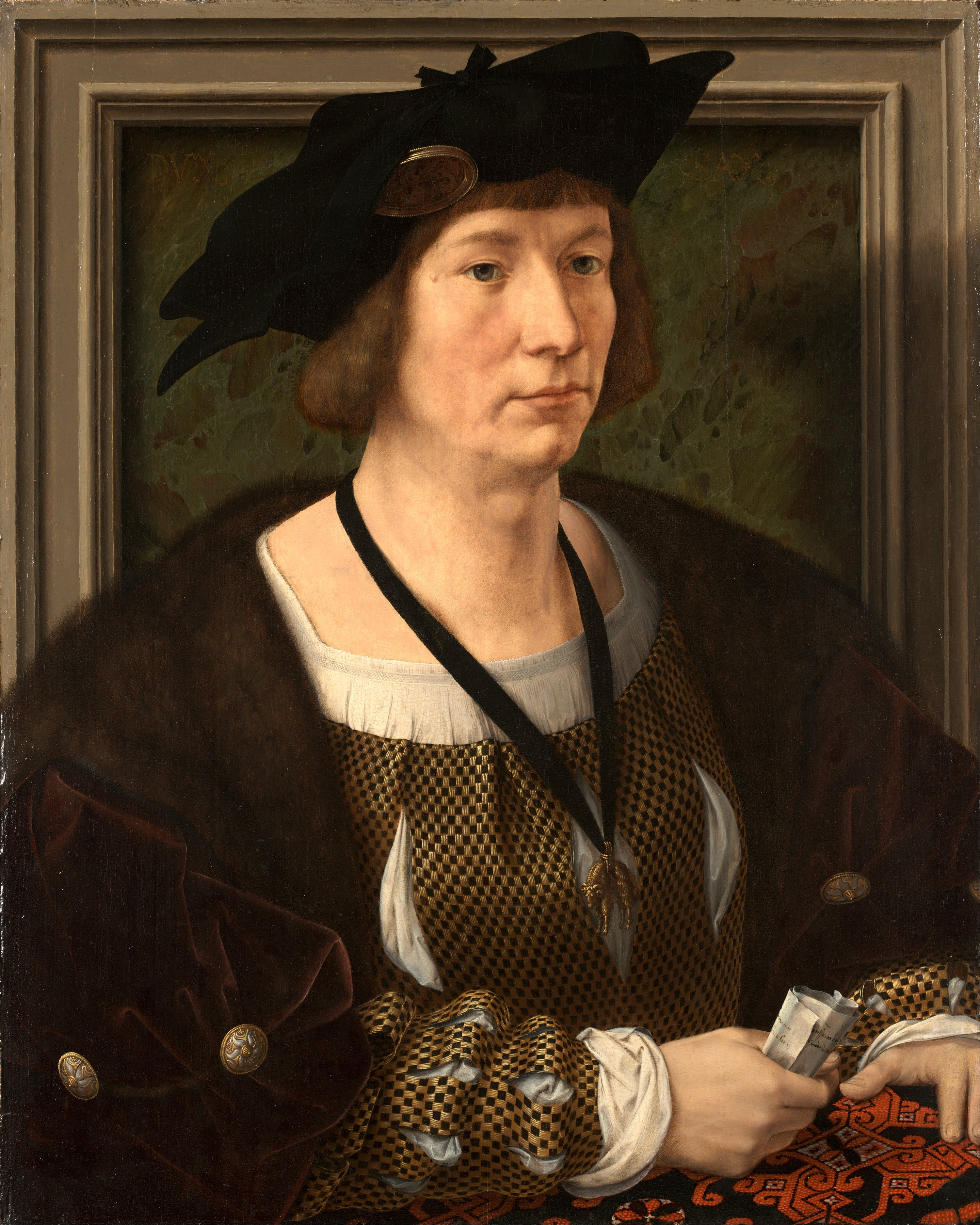
Jan Gossaert, dit Mabuse, Presumpte retrat d'Enric III comte de Nassau, c.1516. Pintura a l'oli sobre fusta. 57,2 x 45,8 cm. Kimbell Art Museum, Fort Worth.

Atenent al ressonant nom que havia assolit Mabuse, és lògic que Enric i Mencía anhelessin un retrat del pintor. En aquest sentit, podem destacar la cita que l’humanista Leonardo Giustiniani (1388-1446) plasmà a mitjans del segle xv: “Alexandre Magne desitjà ser pintat per Apel·les, el pintor més excel·lent de la seva època, abans que per cap altre. Per què? Perquè s’adonava que la seva fama, quelcom de gran importància per a ell, rebria un increment no pas menor gràcies a l’art d’Apel·les.” El retrat, en aquesta època, guanyava valor en funció de l’artista que el realitzava i àdhuc, com digué Erasme de Rotterdam, la fama d’un artista podia esdevenir un altre mitjà per immortalitzar el retratat.
Cal sumar-hi l’existència d’un retrat del Kimbell Art Museum (Fort Worth), atribuït unànimement a Gossart que presenta, presumptament, l’efígie d’Enric III de Nassau uns deu anys més jove que al retrat del mnac. Tot i les dubitacions a l’hora tant d’identificar el representat com de datar aquesta obra, considerant l’elevada qualitat que presenta el retrat i la versemblant identificació amb Enric III, és plausible que transcorregut un decenni desitgés un nou retrat de tan summa perícia, encara més si tenim en compte la faceta col·leccionista i de patronatge artístic en Enric així com en Mencía.